# Vlag van Ternat
De vlag van Ternat werd door de gemeenteraad op 1 april 1985 officieel vastgesteld als de gemeentelijke vlag van de Vlaams-Brabantse gemeente Ternat. Op 7 mei 1985 werd hij door het Bestuur van Vlaanderen bevestigd en uiteindelijk gepubliceerd op 8 juli 1986 in het officiële Belgisch Staatsblad.
Officieel wordt de vlag beschreven als:
Blauw met een gele keper
De vlag is afgeleid op het gemeentewapen, minus de bezaaide blokjes.

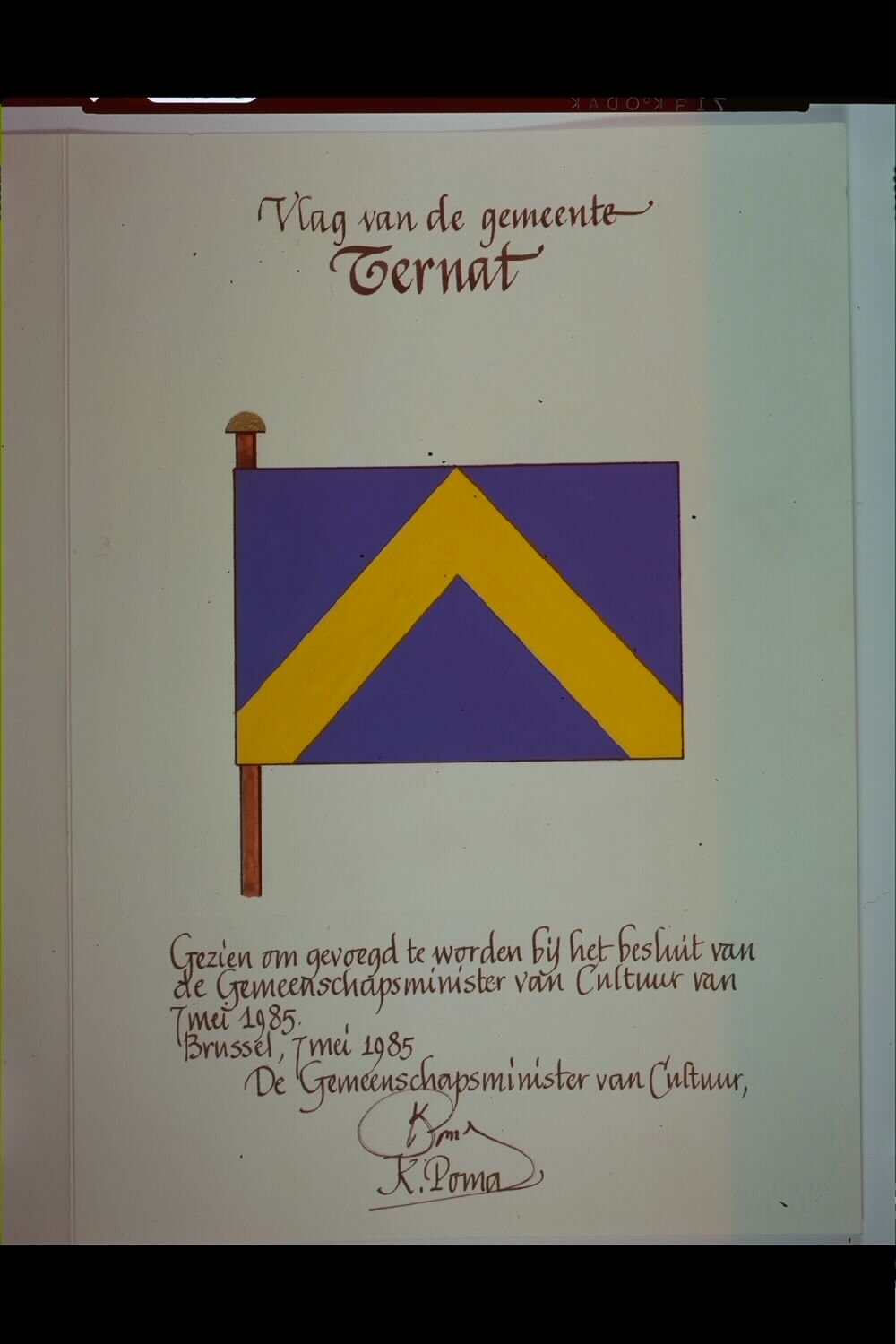
Ontwerp vlag getekend door Karel Poma